# 上海市江桥批发市场
31°15′27″N 121°21′17″E / 31.25762°N 121.35484°E

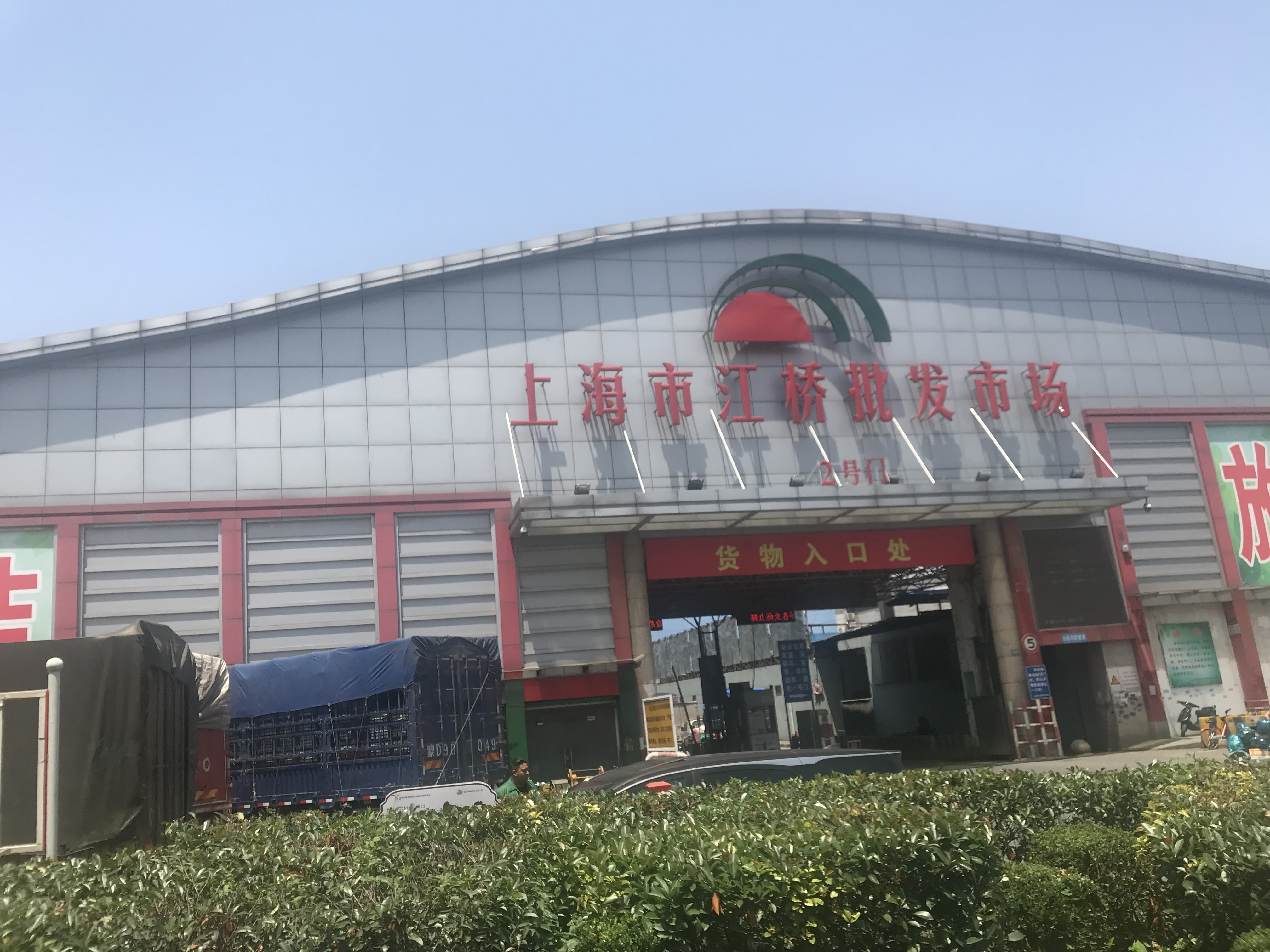
上海市江桥批发市场

上海市江桥批发市场，通称江桥蔬菜批发市场，是位于上海市嘉定区真新街道的一座批发市场，门牌号曹安公路1936号。江桥市场初建于1994年，2002年真如市场并入江桥后逐步兴盛，承担了上海市60%以上的蔬菜批发交易，市商务委更是称之在保障全市蔬菜供应上有着“无可替代”的作用。江桥批发市场售卖的蔬菜绝大部分（98%以上）是其他省市生产（通称“客菜”或“外地菜”），主要来自于浙江、福建、山东、安徽和江苏等省份。
2022年3月起，江桥市场先于全市其他地区受到疫情冲击，虽然仍维持营业，但实际交易量不到正常情况的十分之一，造成全市范围“一菜难求”的严重短缺，直到6月解封后才逐步恢复。

## 市场初建
1980年代末，菜篮子工程提出后，上海市人民政府开始筹建上海市江桥批发市场。1992年市场开工建设，成为全市重点项目，1994年9月底建成开放:362。建成初期，江桥市场的交易量不大:218，其主要功能是减轻市区批发市场的负担。

## 扩大经营
1996年左右，市商务委和上海蔬菜公司建议将位于上海对外交通门户的江桥和七宝两大市场扩展为大型国家级市场，并将经营方向确定为主营外省市蔬菜，以优化全市批发市场的布局。2002年8月14日，上海蔬菜集团将原兰溪路真如市场整体搬迁，并入江桥市场，此后江桥市场逐步兴盛，到2004年江桥市场蔬菜流通量已达到每日2500吨，占全市的45%；2006年进一步达到每日4000吨，成为全市最大的蔬菜批发市场，全年蔬菜批发量占到全市60%以上。江桥市场在一般销售的同时还与各地蔬菜生产基地保持合作关系，主动推动蔬菜基地扩大生产，并将上海农科院制作的优质种子向其他地区推广。当上海周边出现灾害性天气时，江桥市场可作为保障蔬菜供应的“航母”，以“客菜”及时填补空白。2008年5月，江桥市场与台北农产运销公司签约为“姊妹公司”，江桥市场进一步将货源扩展至台湾水果。2002年至2008年，江桥市场主营收入连续7年保持平均18%的高速增长，2009年增长13.7%。

## 物价风波
2008年，江桥市场的黄瓜价格异常上涨，经过调查是由于社会闲散人员在市场周边向出售黄瓜的商铺强收“保护费”所致，主犯吴付银于2009年6月被捕，获刑四年。2010年及2011年间，上海蔬菜市场出现价格剧烈波动的现象，青菜、卷心菜、大白菜等蔬菜价格起伏很大，青菜价格最高可达10元/公斤，最低只有1元/公斤。这一现象一方面是由于本地蔬菜种植面积下降、供需周期性波动以及化肥农药成本变化导致，另外一方面也与江桥市场入场门槛过高、出现少数人垄断现象有关。

## 拆除未果
地铁14号线规划启动后，地铁规划部门原计划将江桥市场整体拆除用于建设地铁站，但随即被市商务委叫停。市商务委表示江桥市场在全市蔬菜供应中有着“无可替代”的作用，不得关停、不得缩减规模，地铁方面只能以更高的代价拆除了市场东侧的一座已部分建成的汽配城建设车站，是为今定边路站。

## 疫情冲击
| 2022年3月                            | 2022年3月                 | 2022年3月                 | 2022年3月                 | 2022年3月                 | 2022年3月                 | 2022年3月                 |
| ------------------------------------ | ------------------------- | ------------------------- | ------------------------- | ------------------------- | ------------------------- | ------------------------- |
| 20                                   | 21                        | 22                        | 23                        | 24 （页面存档备份，存于） | 25 （页面存档备份，存于） | 26 （页面存档备份，存于） |
| 27 （页面存档备份，存于）            | 28 （页面存档备份，存于） | 29 （页面存档备份，存于） | 30 （页面存档备份，存于） | 31 （页面存档备份，存于） |                           |                           |
| 2022年4月                            |                           |                           |                           |                           |                           |                           |
|                                      |                           |                           |                           |                           | 1 （页面存档备份，存于）  | 2 （页面存档备份，存于）  |
| 3 （页面存档备份，存于）             | 4                         | 5                         | 6 （页面存档备份，存于）  | 7                         | 8 （页面存档备份，存于）  | 9                         |
| 有链接者为“曹安公路1936号”出现的日期 |                           |                           |                           |                           |                           |                           |

2022年3月开始的上海疫情中，江桥批发市场事实上在全市封控开始之前就已经受到疫情波及。3月25日，市府方面对江桥市场有关传言回应称，近期江桥市场根据防控要求进行消杀和人员管控，但同时坚称市场交易“一切正常”；3月26日又称江桥市场的交易已经调整到“备用场地”。事实上，到4月初，江桥市场虽然维持营业，但对进出人员管理严苛，市场内的人流量也受到严格限制，外地司机大都不敢来沪。在各种场内和场外限制下，蔬菜供应品种匮乏，实际交易量已不到正常状态的十分之一。供应紧张直接造成蔬菜价格大幅上涨，一度达到20元/公斤，一份由5公斤常见蔬菜组成的“礼包”售价可高达150至200元。直到6月16日，江桥市场才进入“有序开放”状态，交易量恢复至每日2000吨左右。